# Ваніль (рід)
Ваніль (лат. Vanílla) — рід багаторічних ліан що налічує близько 110 видів у родині зозулинцевих. Плоди декількох видів також називаються «ваніль» і їх використовують як прянощі. Цей вічнозелений рід зустрічається по всьому світу в тропічних і субтропічних регіонах, від тропічної Америки до тропічної Азії, Нової Гвінеї та Західної Африки. П'ять видів відомі з прилеглих територій США, всі вони обмежені південною Флоридою.
Рід був сформований у 1754 році Плюм'є та Ф. Міллером. Латинська родова назва походить від ісп. vainilla — «стручечок». Але з ботанічного погляду, плід ванілі, як і всіх орхідних, має назву коробочка (на відміну від справжнього стручка не має перегородки).
Найвідомішим представником є ваніль плосколиста (V. planifolia), що походить з Мексики та Белізу, з якої отримують комерційні ванільні ароматизатори.

## Поширення

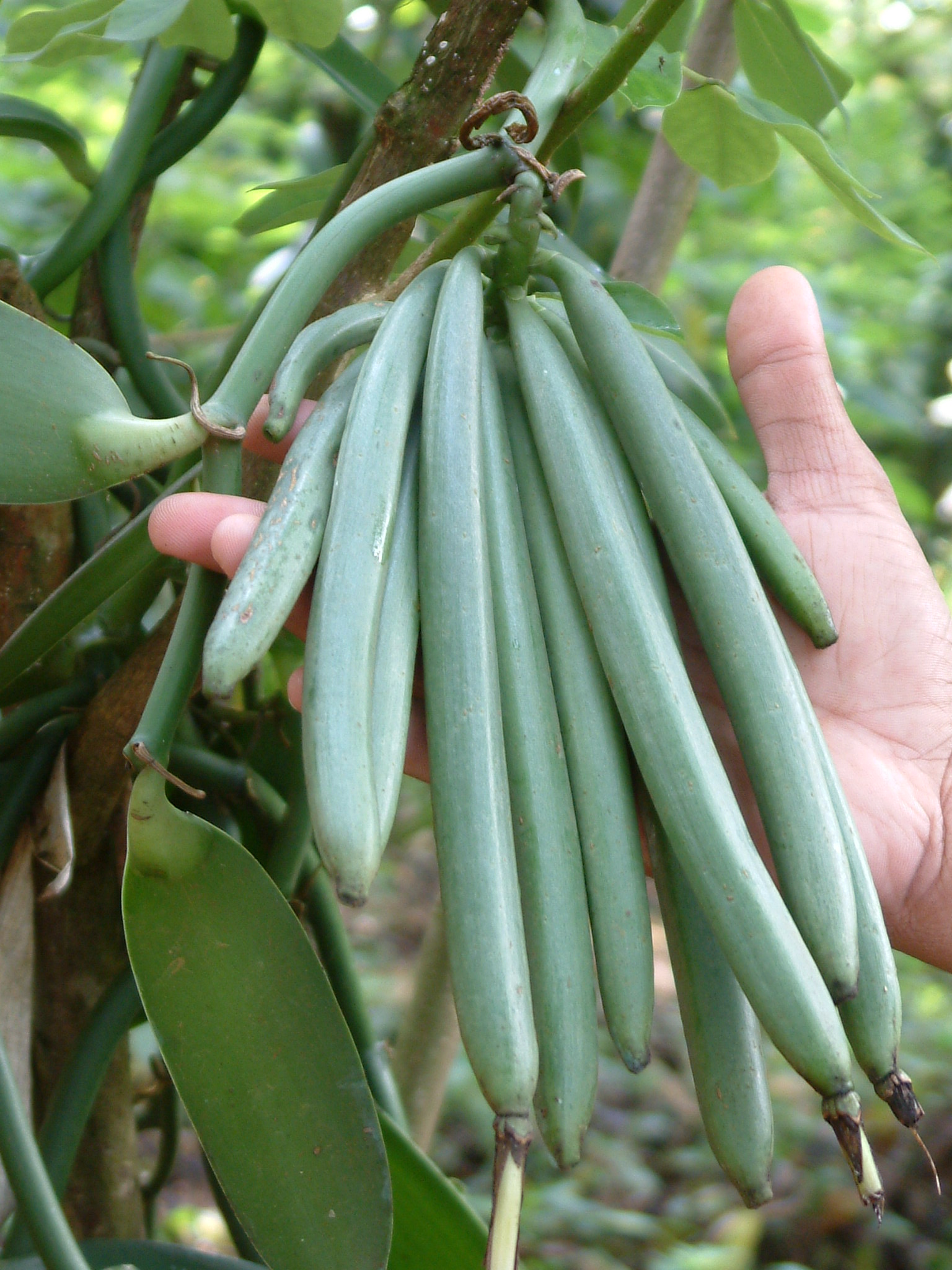
Плоди ванілі

Види роду поширені у тропічних та субтропічних регіонах всієї земної кулі. Культивується ця пряність у багатьох країнах екваторіального поясу, часто разом з культурою дерев какао, до яких ваніль прикріплюється додатковими коренями.
Більш ніж половина світового обсягу виробництва ванілі припадає на Мадагаскар (частка у 2006 році — 59 %). Також серед найбільших виробників — Індонезія (23 %) та Китай (близько 10 %).

## Історія
Ваніль була відома вже мая (під назвою «цицбік»). Тотонаки вірили, що про ваніль («кашішанат», «шанат») є плодом кохання царівни Цакопонціси та царевича Скатаношґи. Для них вона була священною рослиною, її використовували як ліки, парфуми та косметичний інгредієнт. Ацтеки додавали ваніль («тлільхочітль») до напою з какао. Ванільні стручки також використовували в ролі грошей. Під час правління імператора Монтесуми ацтеки збирали податки ванільними стручками.
Іспанський конкістадор Ернан Кортес привіз ваніль та шоколад до Європи у 1520-і роки. В Іспанії, Італії, Австрії ваніль відома з середини XVI століття. В інших країнах Європи — з початку XIX століття.
Протягом довгого часу ваніль в Європу привозили з Мексики, і її вартість була виключно високою. Спроби вирощувати ваніль за межами Мексики не приносили успіху: рослина приживалася, але стручки не зав'язувалися. Проблема полягала в тому, що на батьківщині ваніль запилювали ендемічні бджоли — меліпони, які не водилися в інших країнах. Лише в 1841 році дванадцятирічний чорношкірий раб з острова Реюньйон, Едмонд Альбіус, відкрив спосіб ручного запилення ванілі. Після цього рослина широко поширилася світом, а острів Реюньйон став одним з головних експортерів ванілі.

## Види
Систематика роду Vanilla є складною.
Відомо понад сто видів ванілі (докладніше див. Список видів роду ваніль), з них лише три культивують для виробництва прянощів:
- Vanilla planifolia Andrews — дає декілька культурних сортів ванілі кращої якості, з довгими стручками у 20-25 сантиметрів;
- Vanilla pompona(інші мови) Schiede(інші мови) — короткі стручки нижчої якості;
- Vanilla tahitensis(інші мови) J.W.Moore(інші мови) — ваніль таїтянська.

Інші види ванілі вважаються декоративними.
- Vanilla lujae De Wild.
- Vanilla mexicana Mill.типовий
- Vanilla odorata C.Presl
- Vanilla parvifolia Barb.Rodr.
- Vanilla phaeantha Rchb.f.
- Vanilla rojasiana Hoehne

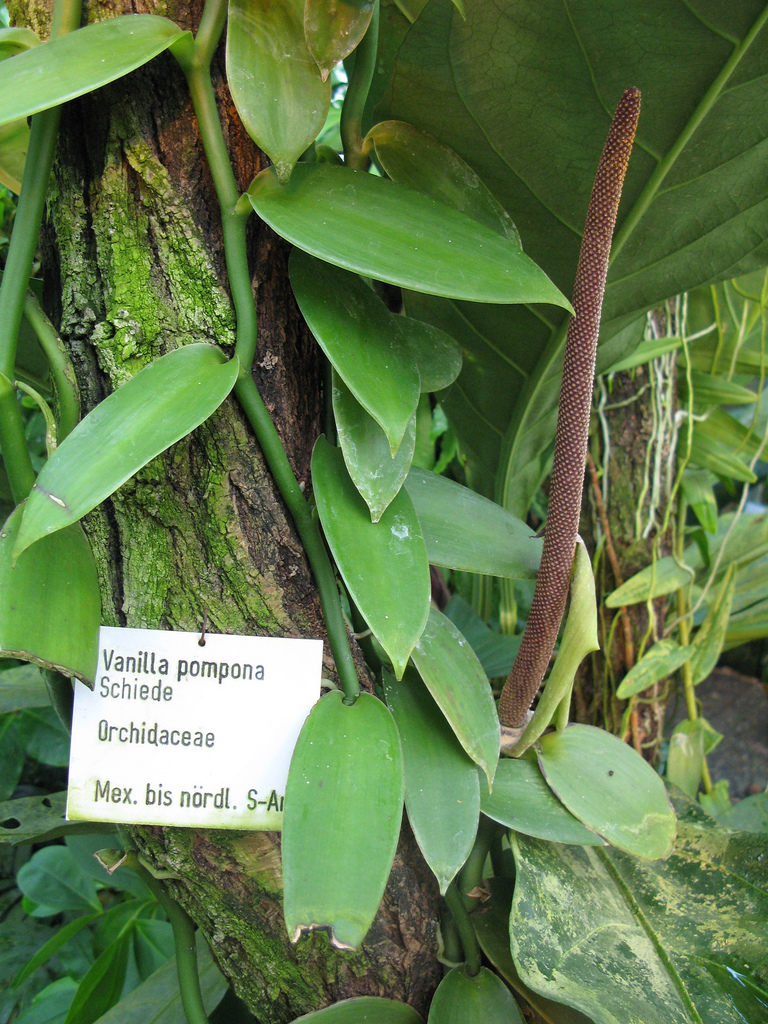
Vanilla pompona
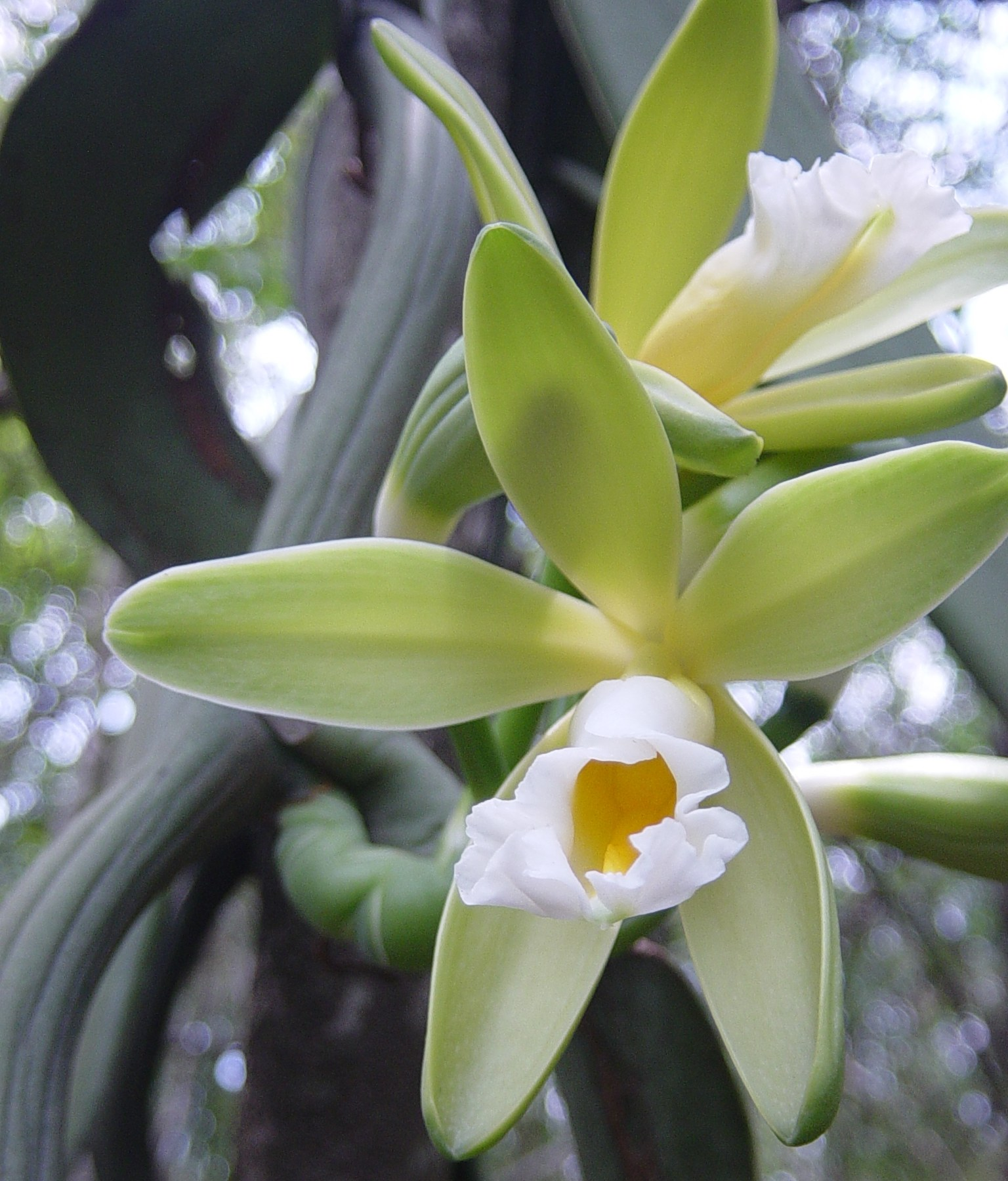
Vanilla chamissonis
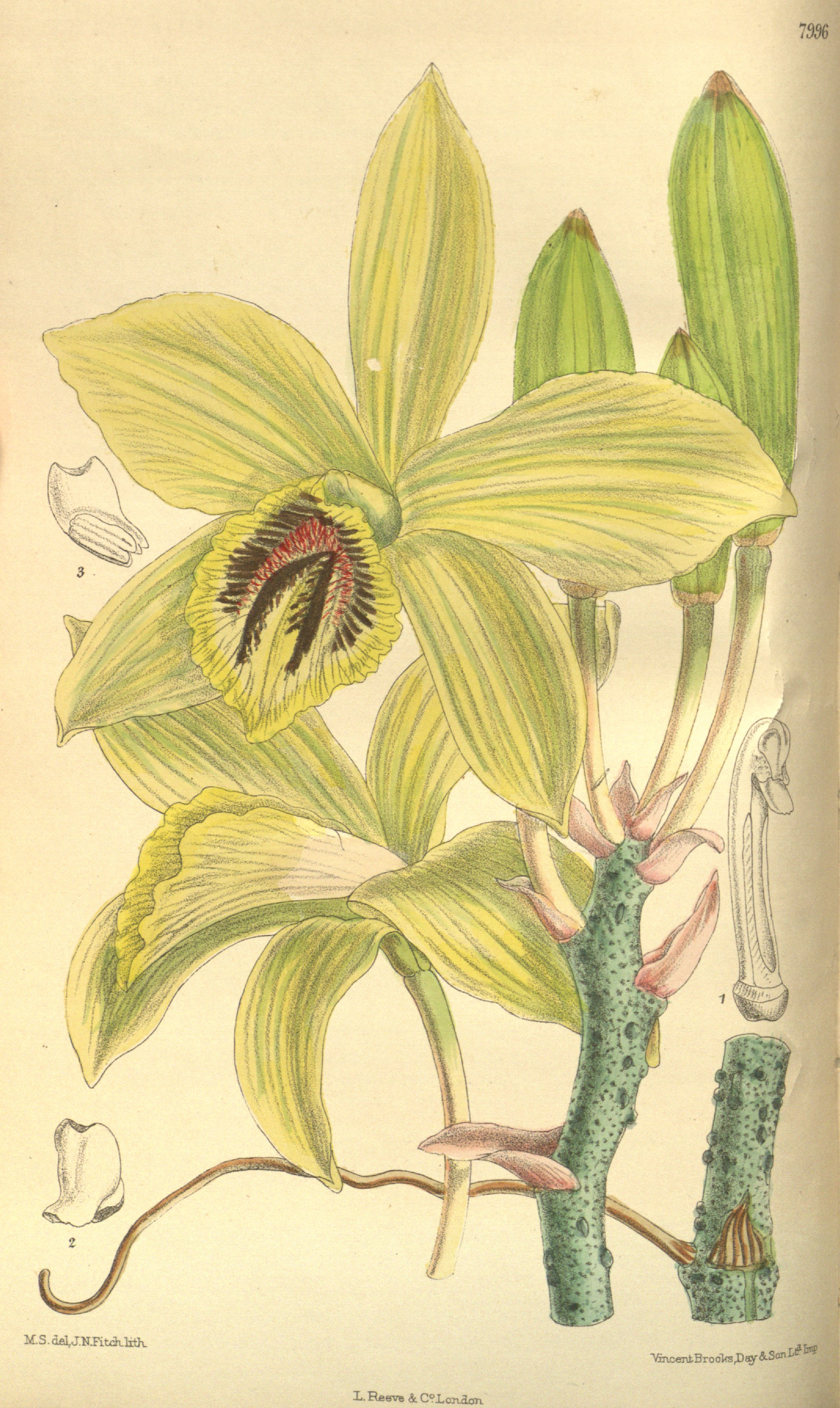
Vanilla humblotii
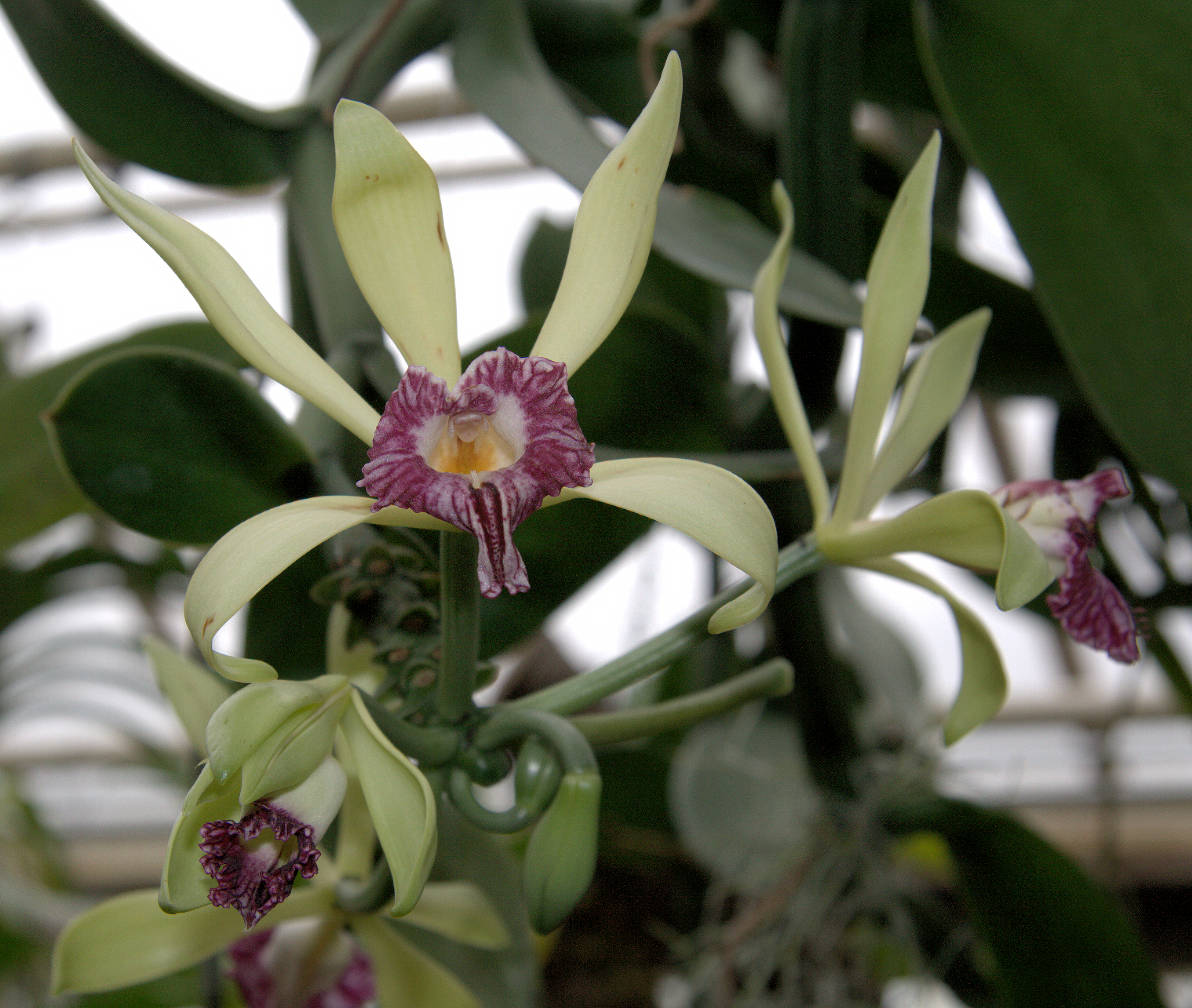
Vanilla imperialis
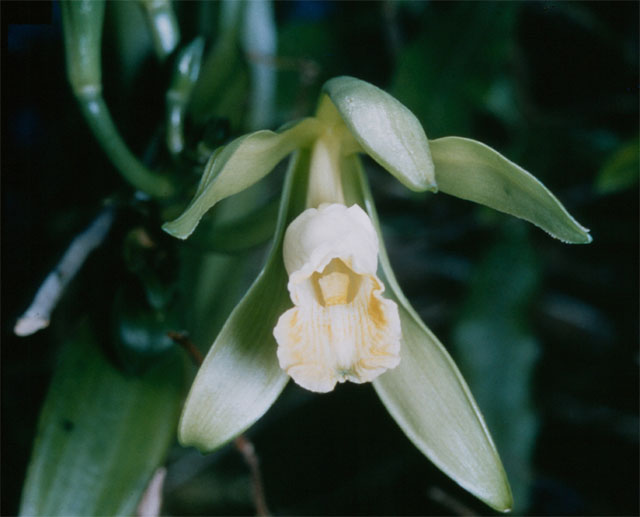
Vanilla planifolia

## Аромат
Ваніль, яка вважається найпопулярнішим у світі ароматом та смаком, містить фенольний альдегід, ванілін, а також анісальдегід, які разом формують її домінуючі сенсорні характеристики. Ваніль — широко використовувана ароматична та смакова добавка для харчових продуктів, напоїв і косметики, про що свідчить її популярність як ароматизатора морозива.